# Italia ai campionati europei di atletica leggera 2024
La squadra italiana ai Campionati europei di atletica leggera 2024, disputati a Roma dal 7 al 12 giugno, è stata composta da 113 atleti (60 uomini e 53 donne).
In questa edizione la nazionale italiana ha ottenuto il suo miglior risultato ai campionati europei, posizionadosi al primo posto del medagliere, conquistando 11 medaglie d'oro, 9 d'argento e 4 di bronzo. Con 232 punti ha vinto anche la classifica dei piazzamenti. Inoltre gli atleti hanno stabilito dieci nuovi record nazionali.

## Risultati
Uomini
| Specialità               | Atleta                                                                                             | Turno      | Risultato | Prestazione | Note                                                               |
| ------------------------ | -------------------------------------------------------------------------------------------------- | ---------- | --------- | ----------- | ------------------------------------------------------------------ |
| 100 m                    | Marcell Jacobs                                                                                     | Semifinale | Q         | 10"05       |                                                                    |
| 100 m                    | Marcell Jacobs                                                                                     | Finale     | Oro       | 10"02       | Miglior prestazione personale stagionale                           |
| 100 m                    | Chituru Ali                                                                                        | Semifinale | Q         | 10"11       |                                                                    |
| 100 m                    | Chituru Ali                                                                                        | Finale     | Argento   | 10"05       | Miglior prestazione personale                                      |
| 100 m                    | Roberto Rigali                                                                                     | Batteria   | q         | 10"34       |                                                                    |
| 100 m                    | Roberto Rigali                                                                                     | Semifinale | Eliminato | 10"36       |                                                                    |
| 100 m                    | Matteo Melluzzo                                                                                    | Batteria   | q         | 10"21       |                                                                    |
| 100 m                    | Matteo Melluzzo                                                                                    | Semifinale | Eliminato | dnf         |                                                                    |
| 200 m                    | Filippo Tortu                                                                                      | Semifinale | Q         | 20"14       | Miglior prestazione personale stagionale                           |
| 200 m                    | Filippo Tortu                                                                                      | Finale     | Argento   | 20"41       |                                                                    |
| 200 m                    | Fausto Desalu                                                                                      | Semifinale | Q         | 20"39       | Miglior prestazione personale stagionale                           |
| 200 m                    | Fausto Desalu                                                                                      | Finale     | 5º        | 20"59       |                                                                    |
| 200 m                    | Diego Pettorossi                                                                                   | Batteria   | q         | 20"56       | Miglior prestazione personale stagionale                           |
| 200 m                    | Diego Pettorossi                                                                                   | Semifinale | Eliminato | 20"88       |                                                                    |
| 400 m                    | Luca Sito                                                                                          | Batteria   | q         | 45"12       | Miglior prestazione europea stagionale under 23                    |
| 400 m                    | Luca Sito                                                                                          | Semifinale | Q         | 44"75       | Miglior prestazione europea stagionale under 23 · Record nazionale |
| 400 m                    | Luca Sito                                                                                          | Finale     | 5º        | 45"04       |                                                                    |
| 400 m                    | Edoardo Scotti                                                                                     | Batteria   | q         | 45"59       |                                                                    |
| 400 m                    | Edoardo Scotti                                                                                     | Semifinale | Eliminato | 45"92       |                                                                    |
| 400 m                    | Riccardo Meli                                                                                      | Batteria   | Eliminato | 46"17       | Miglior prestazione personale stagionale                           |
| 800 m                    | Catalin Tecuceanu                                                                                  | Batteria   | Q         | 1'44"93     |                                                                    |
| 800 m                    | Catalin Tecuceanu                                                                                  | Semifinale | Q         | 1'46"30     |                                                                    |
| 800 m                    | Catalin Tecuceanu                                                                                  | Finale     | Bronzo    | 1'45"40     |                                                                    |
| 800 m                    | Simone Barontini                                                                                   | Batteria   | Q         | 1'46"30     |                                                                    |
| 800 m                    | Simone Barontini                                                                                   | Semifinale | Eliminato | 1'47"10     |                                                                    |
| 800 m                    | Francesco Pernici                                                                                  | Batteria   | Q         | 1'45"87     |                                                                    |
| 800 m                    | Francesco Pernici                                                                                  | Semifinale | dq        |             |                                                                    |
| 1 500 m                  | Pietro Arese                                                                                       | Batteria   | Q         | 3'44"09     |                                                                    |
| 1 500 m                  | Pietro Arese                                                                                       | Finale     | Bronzo    | 3'33"34     |                                                                    |
| 1 500 m                  | Ossama Meslek                                                                                      | Batteria   | Q         | 3'38"41     |                                                                    |
| 1 500 m                  | Ossama Meslek                                                                                      | Finale     | 14º       | 3'36"35     |                                                                    |
| 1 500 m                  | Federico Riva                                                                                      | Batteria   | Q         | 3'37"75     |                                                                    |
| 1 500 m                  | Federico Riva                                                                                      | Finale     | 15º       | 3'37"37     |                                                                    |
| 10 000 m                 | Francesco Guerra                                                                                   | Finale B   | 5º        | 28'31"15    |                                                                    |
| 10 000 m                 | Ahmed Ouhda                                                                                        | Finale B   | 6º        | 28'33"50    |                                                                    |
| 10 000 m                 | Luca Ursano                                                                                        | Finale B   | 10º       | 28'47"63    |                                                                    |
| 10 000 m                 | Yemaneberhan Crippa                                                                                | Finale A   | dns       |             |                                                                    |
| 10 000 m                 | Pietro Riva                                                                                        | Finale A   | dns       |             |                                                                    |
| Mezza maratona           | Yemaneberhan Crippa                                                                                | Finale     | Oro       | 1h01'03"    | Record dei campionati                                              |
| Mezza maratona           | Pietro Riva                                                                                        | Finale     | Argento   | 1h01'04"    | Miglior prestazione personale stagionale                           |
| Mezza maratona           | Pasquale Selvarolo                                                                                 | Finale     | 6º        | 1h01'27"    | Miglior prestazione personale stagionale                           |
| Mezza maratona           | Eyob Faniel                                                                                        | Finale     | 8º        | 1h01'29"    | Miglior prestazione personale stagionale                           |
| Mezza maratona           | Yohanes Chiappinelli                                                                               | Finale     | 10º       | 1h01'42"    | Miglior prestazione personale stagionale                           |
| Mezza maratona           | Daniele Meucci                                                                                     | Finale     | 27º       | 1h03'45"    | Miglior prestazione personale stagionale                           |
| Mezza maratona a squadre | Yemaneberhan Crippa Pietro Riva Pasquale Selvarolo Eyob Faniel Yohanes Chiappinelli Daniele Meucci |            | Oro       | 3h03'34"    |                                                                    |
| 3 000 m siepi            | Osama Zoghlami                                                                                     | Batteria   | Q         | 8'34"31     |                                                                    |
| 3 000 m siepi            | Osama Zoghlami                                                                                     | Finale     | 8º        | 8'21"09     |                                                                    |
| 3 000 m siepi            | Yassin Bouih                                                                                       | Batteria   | Q         | 8'34"06     |                                                                    |
| 3 000 m siepi            | Yassin Bouih                                                                                       | Finale     | 14º       | 8'27"29     |                                                                    |
| 3 000 m siepi            | Ala Zoghlami                                                                                       | Batteria   | Eliminato | 8'31"88     |                                                                    |
| 110 m ostacoli           | Lorenzo Simonelli                                                                                  | Semifinale | Q         | 13"20       | =                                                                  |
| 110 m ostacoli           | Lorenzo Simonelli                                                                                  | Finale     | Oro       | 13"05       | Miglior prestazione europea stagionale · Record nazionale          |
| 110 m ostacoli           | Hassane Fofana                                                                                     | Batteria   | q         | 13"70       | Miglior prestazione personale stagionale                           |
| 110 m ostacoli           | Hassane Fofana                                                                                     | Semifinale | Eliminato | 13"70       |                                                                    |
| 110 m ostacoli           | Nicolò Giacalone                                                                                   | Batteria   | Eliminato | 13"86       |                                                                    |
| 400 m ostacoli           | Alessandro Sibilio                                                                                 | Semifinale | Q         | 48"07       | Miglior prestazione personale stagionale                           |
| 400 m ostacoli           | Alessandro Sibilio                                                                                 | Finale     | Argento   | 47"50       | Record nazionale                                                   |
| 400 m ostacoli           | Giacomo Bertoncelli                                                                                | Batteria   | q         | 49"41       |                                                                    |
| 400 m ostacoli           | Giacomo Bertoncelli                                                                                | Semifinale | Eliminato | 49"83       |                                                                    |
| 400 m ostacoli           | Mario Lambrughi                                                                                    | Batteria   | q         | 49"74       | Miglior prestazione personale stagionale                           |
| 400 m ostacoli           | Mario Lambrughi                                                                                    | Semifinale | Eliminato | 50"03       |                                                                    |
| Salto in alto            | Gianmarco Tamberi                                                                                  | Qualifica  | q         | 2,21 m      | Miglior prestazione personale stagionale                           |
| Salto in alto            | Gianmarco Tamberi                                                                                  | Finale     | Oro       | 2,37 m      | Record dei campionati · Miglior prestazione europea stagionale     |
| Salto in alto            | Stefano Sottile                                                                                    | Qualifica  | q         | 2,21 m      |                                                                    |
| Salto in alto            | Stefano Sottile                                                                                    | Finale     | 6º        | 2,22 m      |                                                                    |
| Salto in alto            | Manuel Lando                                                                                       | Qualifica  | q         | 2,21 m      |                                                                    |
| Salto in alto            | Manuel Lando                                                                                       | Finale     | 6º        | 2,22 m      |                                                                    |
| Salto in alto            | Marco Fassinotti                                                                                   | Qualifica  | Eliminato | 2,17 m      |                                                                    |
| Salto con l'asta         | Simone Bertelli                                                                                    | Qualifica  | Eliminato | 5,25 m      |                                                                    |
| Salto con l'asta         | Claudio Stecchi                                                                                    | Qualifica  | Eliminato | 5,25 m      | Miglior prestazione personale stagionale                           |
| Salto in lungo           | Mattia Furlani                                                                                     | Qualifica  | Q         | 8,17 m      |                                                                    |
| Salto in lungo           | Mattia Furlani                                                                                     | Finale     | Argento   | 8,38 m      | Miglior prestazione mondiale under 20                              |
| Salto in lungo           | Filippo Randazzo                                                                                   | Qualifica  | Eliminato | 7,94 m      |                                                                    |
| Salto in lungo           | Kareem Hatem Mersal                                                                                | Qualifica  | Eliminato | 7,55 m      |                                                                    |
| Salto triplo             | Emmanuel Ihemeje                                                                                   | Qualifica  | Q         | 16,98 m     |                                                                    |
| Salto triplo             | Emmanuel Ihemeje                                                                                   | Finale     | 7º        | 16,92 m     |                                                                    |
| Salto triplo             | Andrea Dallavalle                                                                                  | Qualifica  | q         | 16,59 m     | Miglior prestazione personale stagionale                           |
| Salto triplo             | Andrea Dallavalle                                                                                  | Finale     | 8º        | 16,90 m     | Miglior prestazione personale stagionale                           |
| Salto triplo             | Tobia Bocchi                                                                                       | Qualifica  | qR        | 16,43 m     | Miglior prestazione personale stagionale                           |
| Salto triplo             | Tobia Bocchi                                                                                       | Finale     | 11º       | 16,18 m     |                                                                    |
| Getto del peso           | Leonardo Fabbri                                                                                    | Qualifica  | Q         | 21,10 m     |                                                                    |
| Getto del peso           | Leonardo Fabbri                                                                                    | Finale     | Oro       | 22,45 m     | Record dei campionati                                              |
| Getto del peso           | Zane Weir                                                                                          | Qualifica  | q         | 19,71 m     |                                                                    |
| Getto del peso           | Zane Weir                                                                                          | Finale     | 11º       | 19,70 m     |                                                                    |
| Getto del peso           | Lorenzo Del Gatto                                                                                  | Qualifica  | Eliminato | 18,83 m     |                                                                    |
| Lancio del disco         | Alessio Mannucci                                                                                   | Qualifica  | Eliminato | 61,73 m     |                                                                    |
| Marcia 20 km             | Francesco Fortunato                                                                                | Finale     | Bronzo    | 1h19'54"    | Miglior prestazione personale stagionale                           |
| Marcia 20 km             | Riccardo Orsoni                                                                                    | Finale     | 6º        | 1h21'08"    |                                                                    |
| Marcia 20 km             | Gianluca Picchiottino                                                                              | Finale     | dnf       |             |                                                                    |
| Decathlon                | Dario Dester                                                                                       |            | 6º        | 8 235 p.    | Record nazionale                                                   |
| Decathlon                | Lorenzo Naidon                                                                                     |            | 20º       | 7 519 p.    | Miglior prestazione personale stagionale                           |
| Staffetta 4×100 m        | Roberto Rigali Matteo Melluzzo Lorenzo Patta Lorenzo Simonelli Marcell Jacobs Filippo Tortu        | Batteria   | Q         | 38"40       | [ 2 ]                                                              |
| Staffetta 4×100 m        | Roberto Rigali Matteo Melluzzo Lorenzo Patta Lorenzo Simonelli Marcell Jacobs Filippo Tortu        | Finale     | Oro       | 37"82       | [ 3 ]                                                              |
| Staffetta 4×400 m        | Brayan Lopez Vladimir Aceti Riccardo Meli Edoardo Scotti Luca Sito                                 | Batteria   | Q         | 3'02"01     | [ 4 ]                                                              |
| Staffetta 4×400 m        | Brayan Lopez Vladimir Aceti Riccardo Meli Edoardo Scotti Luca Sito                                 | Finale     | Argento   | 3'00"81     | [ 5 ]                                                              |

Donne
| Specialità               | Atleta                                                                      | Turno      | Risultato | Prestazione | Note                                            |
| ------------------------ | --------------------------------------------------------------------------- | ---------- | --------- | ----------- | ----------------------------------------------- |
| 100 m                    | Zaynab Dosso                                                                | Semifinale | Q         | 11"01       | Record nazionale                                |
| 100 m                    | Zaynab Dosso                                                                | Finale     | Bronzo    | 11"03       |                                                 |
| 100 m                    | Anna Bongiorni                                                              | Batteria   | q         | 11"35       | Miglior prestazione personale stagionale        |
| 100 m                    | Anna Bongiorni                                                              | Semifinale | Eliminata | 11"32       | Miglior prestazione personale stagionale        |
| 200 m                    | Dalia Kaddari                                                               | Semifinale | Eliminata | 22"98       | Miglior prestazione personale stagionale        |
| 200 m                    | Irene Siragusa                                                              | Batteria   | q         | 23"12       |                                                 |
| 200 m                    | Irene Siragusa                                                              | Semifinale | Eliminata | 23"17       |                                                 |
| 400 m                    | Alice Mangione                                                              | Batteria   | q         | 51"71       | Miglior prestazione personale stagionale        |
| 400 m                    | Alice Mangione                                                              | Semifinale | Eliminata | 51"34       | Miglior prestazione personale stagionale        |
| 400 m                    | Anna Polinari                                                               | Batteria   | q         | 52"06       |                                                 |
| 400 m                    | Anna Polinari                                                               | Semifinale | Eliminata | 52"53       |                                                 |
| 400 m                    | Giancarla Trevisan                                                          | Batteria   | q         | 52"22       | Miglior prestazione personale stagionale        |
| 400 m                    | Giancarla Trevisan                                                          | Semifinale | Eliminata | 52"59       |                                                 |
| 800 m                    | Elena Bellò                                                                 | Batteria   | Eliminata | 2'02"75     |                                                 |
| 800 m                    | Eloisa Coiro                                                                | Batteria   | Eliminata | 2'02"86     |                                                 |
| 1 500 m                  | Ludovica Cavalli                                                            | Batteria   | Q         | 4'06"76     |                                                 |
| 1 500 m                  | Ludovica Cavalli                                                            | Finale     | 13ª       | 4'35"60     |                                                 |
| 1 500 m                  | Sintayehu Vissa                                                             | Batteria   | Eliminata | 4'11"22     |                                                 |
| 1 500 m                  | Marta Zenoni                                                                | Batteria   | dq        |             |                                                 |
| 5 000 m                  | Nadia Battocletti                                                           | Finale     | Oro       | 14'35"76    | Record dei campionati · Record nazionale        |
| 5 000 m                  | Federica Del Buono                                                          | Finale     | 7ª        | 15'00"05    | Miglior prestazione personale                   |
| 5 000 m                  | Micol Majori                                                                | Finale     | 15ª       | 15'20"89    | Miglior prestazione personale                   |
| 10 000 m                 | Nadia Battocletti                                                           | Finale     | Oro       | 30'51"32    | Record nazionale                                |
| 10 000 m                 | Federica Del Buono                                                          | Finale     | 4ª        | 31'25"41    | Miglior prestazione personale                   |
| 10 000 m                 | Elisa Palmero                                                               | Finale     | 6ª        | 31'38"45    | Miglior prestazione personale                   |
| 10 000 m                 | Valentina Gemetto                                                           | Finale     | 21ª       | 33'23"43    |                                                 |
| 10 000 m                 | Anna Arnaudo                                                                | Finale     | dnf       |             |                                                 |
| Mezza maratona           | Elisa Palmero                                                               | Finale     | 15ª       | 1h11'22"    | Miglior prestazione personale                   |
| Mezza maratona           | Sofiia Yaremchuk                                                            | Finale     | 19ª       | 1h11'32"    |                                                 |
| Mezza maratona           | Sara Nestola                                                                | Finale     | 35ª       | 1h12'27"    |                                                 |
| Mezza maratona           | Federica Sugamiele                                                          | Finale     | 54ª       | 1h15'34"    | Miglior prestazione personale stagionale        |
| Mezza maratona a squadre | Elisa Palmero Sofiia Yaremchuk Sara Nestola Federica Sugamiele              |            | 5ª        | 3h35'21"    |                                                 |
| 3 000 m siepi            | Eleonora Curtabbi                                                           | Batteria   | Eliminata | 10'05"30    |                                                 |
| 100 m ostacoli           | Giada Carmassi                                                              | Batteria   | q         | 13"13       |                                                 |
| 100 m ostacoli           | Giada Carmassi                                                              | Semifinale | Eliminata | 13"00       |                                                 |
| 100 m ostacoli           | Veronica Besana                                                             | Batteria   | q         | 13"05       |                                                 |
| 100 m ostacoli           | Veronica Besana                                                             | Semifinale | Eliminata | 13"02       |                                                 |
| 100 m ostacoli           | Elena Carraro                                                               | Batteria   | q         | 13"23       |                                                 |
| 100 m ostacoli           | Elena Carraro                                                               | Semifinale | Eliminata | 13"06       | Miglior prestazione personale stagionale        |
| 400 m ostacoli           | Ayomide Folorunso                                                           | Semifinale | q         | 54"52       | Miglior prestazione personale stagionale        |
| 400 m ostacoli           | Ayomide Folorunso                                                           | Finale     | 5ª        | 55"20       |                                                 |
| 400 m ostacoli           | Alice Muraro                                                                | Semifinale | Eliminata | 54"73       | Miglior prestazione personale                   |
| 400 m ostacoli           | Linda Olivieri                                                              | Batteria   | q         | 55"95       |                                                 |
| 400 m ostacoli           | Linda Olivieri                                                              | Semifinale | Eliminata | 54"99       | Miglior prestazione personale                   |
| Salto in alto            | Elena Vallortigara                                                          | Qualifica  | Eliminata | 1,85 m      |                                                 |
| Salto in alto            | Aurora Vicini                                                               | Qualifica  | Eliminata | 1,81 m      |                                                 |
| Salto con l'asta         | Elisa Molinarolo                                                            | Qualifica  | q         | 4,50 m      |                                                 |
| Salto con l'asta         | Elisa Molinarolo                                                            | Finale     | 6ª        | 4,58 m      |                                                 |
| Salto con l'asta         | Roberta Bruni                                                               | Qualifica  | q         | 4,50 m      |                                                 |
| Salto con l'asta         | Roberta Bruni                                                               | Finale     | 7ª        | 4,58 m      |                                                 |
| Salto con l'asta         | Sonia Malavisi                                                              | Qualifica  | Eliminata | 4,40 m      |                                                 |
| Salto in lungo           | Larissa Iapichino                                                           | Qualifica  | Q         | 6,71 m      |                                                 |
| Salto in lungo           | Larissa Iapichino                                                           | Finale     | Argento   | 6,94 m      | Miglior prestazione europea stagionale under 23 |
| Salto triplo             | Dariya Derkach                                                              | Qualifica  | Q         | 14,10 m     | Miglior prestazione personale stagionale        |
| Salto triplo             | Dariya Derkach                                                              | Finale     | 8ª        | 14,03 m     |                                                 |
| Lancio del disco         | Daisy Osakue                                                                | Qualifica  | Eliminata | 60,10 m     |                                                 |
| Lancio del disco         | Stefania Strumillo                                                          | Qualifica  | Eliminata | 57,04 m     |                                                 |
| Lancio del disco         | Emily Conte                                                                 | Qualifica  | Eliminata | nm          |                                                 |
| Lancio del martello      | Sara Fantini                                                                | Qualifica  | Q         | 72,28 m     |                                                 |
| Lancio del martello      | Sara Fantini                                                                | Finale     | Oro       | 74,18 m     | Miglior prestazione personale stagionale        |
| Lancio del martello      | Rachele Mori                                                                | Qualifica  | Eliminata | 68,52 m     | Miglior prestazione personale stagionale        |
| Lancio del giavellotto   | Federica Botter                                                             | Qualifica  | Eliminata | 52,99 m     |                                                 |
| Marcia 20 km             | Antonella Palmisano                                                         | Finale     | Oro       | 1h28'08"    |                                                 |
| Marcia 20 km             | Valentina Trapletti                                                         | Finale     | Argento   | 1h28'37"    | Miglior prestazione personale                   |
| Marcia 20 km             | Eleonora Giorgi                                                             | Finale     | 15ª       | 1h33'29"    |                                                 |
| Eptathlon                | Sveva Gerevini                                                              |            | 6ª        | 6 379 p.    | Record nazionale                                |
| Staffetta 4×100 m        | Irene Siragusa Dalia Kaddari Anna Bongiorni Arianna De Masi                 | Batteria   | Eliminata | 43"27       | [ 6 ]                                           |
| Staffetta 4×400 m        | Ilaria Accame Giancarla Trevisan Rebecca Borga Anna Polinari Alice Mangione | Batteria   | q         | 3'25"28     | [ 7 ]                                           |
| Staffetta 4×400 m        | Ilaria Accame Giancarla Trevisan Rebecca Borga Anna Polinari Alice Mangione | Finale     | 4ª        | 3'23"40     | [ 8 ]                                           |

Misti
| Specialità        | Atleta                                                                                              | Turno  | Risultato | Prestazione | Note  |
| ----------------- | --------------------------------------------------------------------------------------------------- | ------ | --------- | ----------- | ----- |
| Staffetta 4×400 m | Luca Sito Anna Polinari Edoardo Scotti Alice Mangione (Riserve: Vladimir Aceti, Giancarla Trevisan) | Finale | Argento   | 3'10"69     | [ 9 ] |